# پل چوب‌بستی

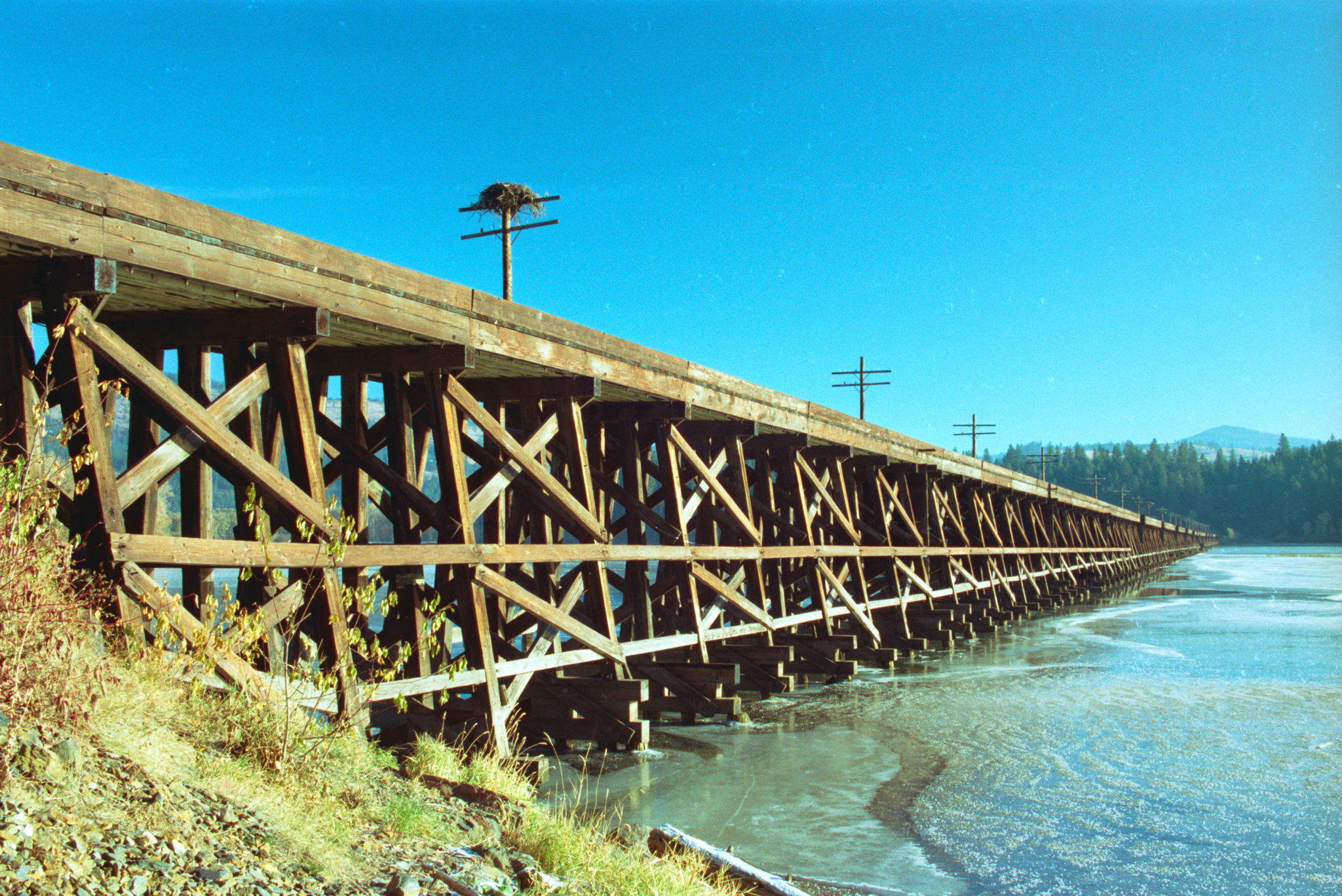

پل چوب‌بستی نوعی از پل است که پایه‌های آن از خرپاهای چوبی تشکیل شده باشند. دهنه بین سازه‌های چوب‌بستی پایه‌ها معمولاً در فاصله کمی از یکدیگر قرار دارند.
پل‌های چوب‌بستی در سده نوزدهم میلادی کاربرد زیادی داشتند و در هر خط راه‌آهن معمولاً یک تا سه درصد از طول مسیر از روی چنین پل‌هایی می‌گذشت. در سده بیست‌ویک، در بسیاری نقاط، فولاد و سیمان جای پایه‌های چوب‌بستی را در پل‌سازی گرفته‌است.

## نگارخانه

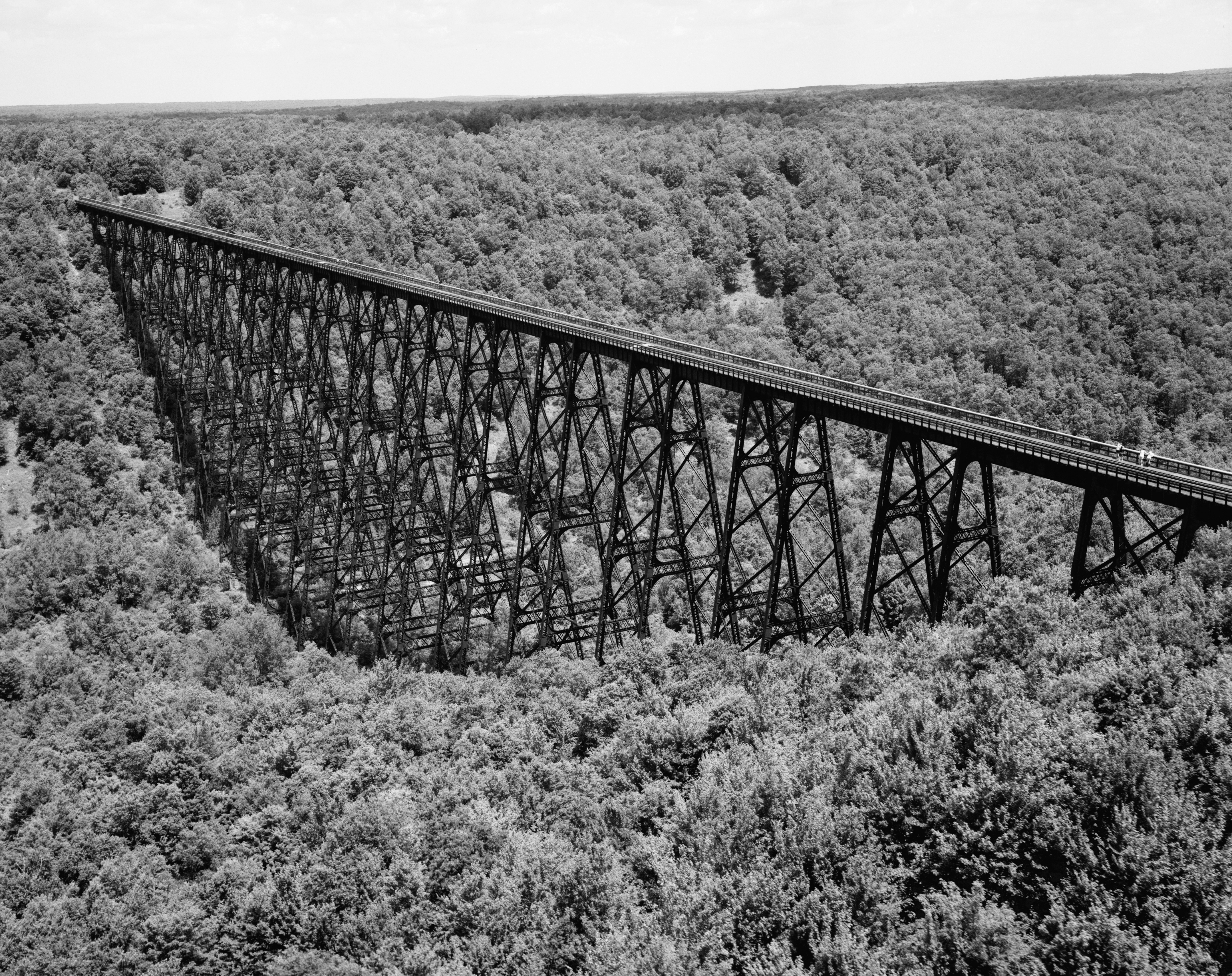
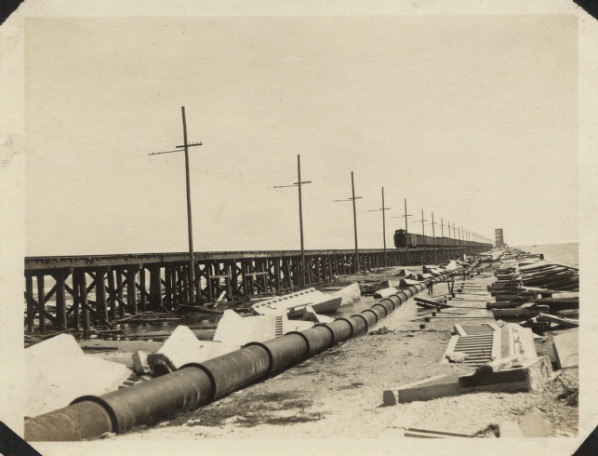
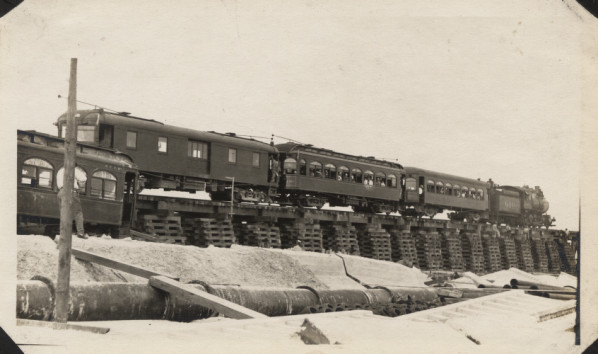